# 国家儿童健康与人类发育研究所
尤妮斯·肯尼迪·施莱佛国家儿童健康与人类发育研究所（英語：Eunice Kennedy Shriver National Institute of Child Health and Human Development，缩写NICHD）是由美国國家衛生院（National Institutes of Health，NIH）的下属研究所，研究生长、发育等儿童健康的各个方面。